# 400 Millas de Homestead
Las 400 Millas de Homestead (oficialmente por motivos de patrocinio Dixie Vodka 400) es una famosa carrera de automovilismo de velocidad que se disputa en el Homestead-Miami Speedway, en Homestead, Florida desde 1999 hasta la actualidad como parte del calendario de la Copa NASCAR. Desde 2002, es la última fecha del campeonato, por lo cual frecuentemente se deciden los campeones de la categoría.
La distancia de la carrera es de 267 vueltas, 400,5 millas (644.542 kilómetros).
Greg Biffle, Tony Stewart y Denny Hamlin son los pilotos que más han ganado la prueba con tres victorias cada uno. En cuanto a marcas, Ford es la más victoriosa con siete victorias, por delante de Chevrolet que tienen cuatro.

## Ganadores

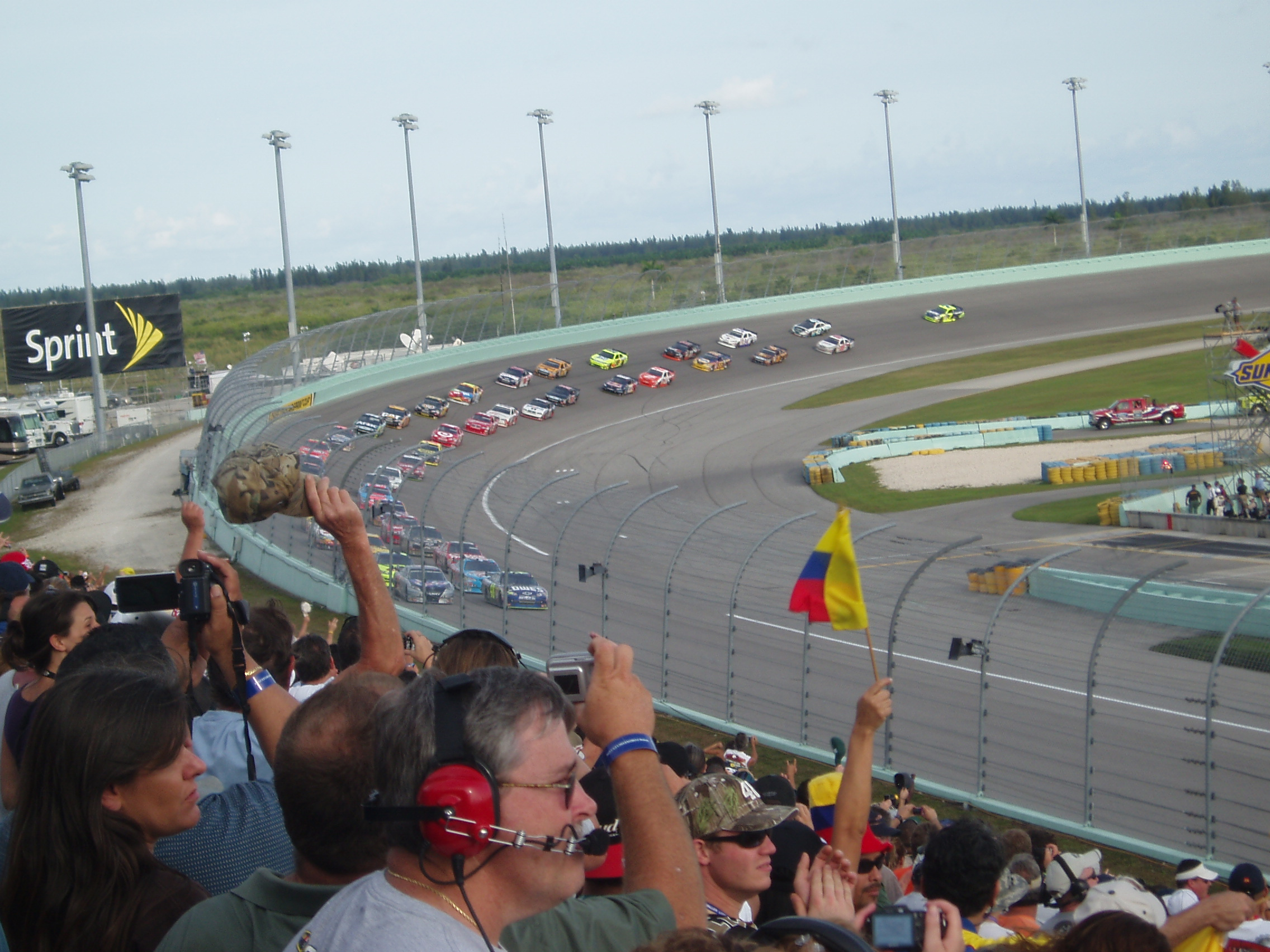
La Ford 400 del 2009

| Año   | Día             | Piloto           | Equipo               | Marca     | Distancia de carrera | Distancia de carrera | Tiempo  |
| Año   | Día             | Piloto           | Equipo               | Marca     | Vueltas              | Millas (km)          | Tiempo  |
| ----- | --------------- | ---------------- | -------------------- | --------- | -------------------- | -------------------- | ------- |
| 1999  | 14 de noviembre | Tony Stewart     | Joe Gibbs            | Pontiac   | 267                  | 400.5 (644.542)      | 2:51:14 |
| 2000  | 12 de noviembre | Tony Stewart     | Joe Gibbs            | Pontiac   | 267                  | 400.5 (644.542)      | 3:08:30 |
| 2001  | 11 de noviembre | Bill Elliott     | Evernham             | Dodge     | 267                  | 400.5 (644.542)      | 3:24:36 |
| 2002* | 17 de noviembre | Kurt Busch       | Roush                | Ford      | 267                  | 400.5 (644.542)      | 3:26:20 |
| 2003* | 16 de noviembre | Bobby Labonte    | Joe Gibbs            | Chevrolet | 267                  | 400.5 (644.542)      | 3:25:37 |
| 2004  | 21 de noviembre | Greg Biffle      | Roush                | Ford      | 271*                 | 406.5 (654.198)      | 3:50:55 |
| 2005* | 20 de noviembre | Greg Biffle      | Roush                | Ford      | 267                  | 400.5 (644.542)      | 3:02:50 |
| 2006  | 19 de noviembre | Greg Biffle      | Roush Fenway         | Ford      | 268*                 | 402 (646.956)        | 3:12:23 |
| 2007  | 18 de noviembre | Matt Kenseth     | Roush Fenway         | Ford      | 267                  | 400.5 (644.542)      | 3:02:12 |
| 2008  | 16 de noviembre | Carl Edwards     | Roush Fenway         | Ford      | 267                  | 400.5 (644.542)      | 3:05:36 |
| 2009  | 22 de noviembre | Denny Hamlin     | Joe Gibbs            | Toyota    | 267                  | 400.5 (644.542)      | 3:06:18 |
| 2010  | 21 de noviembre | Carl Edwards     | Roush Fenway         | Ford      | 267                  | 400.5 (644.542)      | 3:09:50 |
| 2011  | 20 de noviembre | Tony Stewart     | Stewart-Haas         | Chevrolet | 267                  | 400.5 (644.542)      | 3:29:00 |
| 2012  | 18 de noviembre | Jeff Gordon      | Hendrick             | Chevrolet | 267                  | 400.5 (644.542)      | 2:48:56 |
| 2013  | 17 de noviembre | Denny Hamlin     | Joe Gibbs            | Toyota    | 267                  | 400.5 (644.542)      | 3:03:52 |
| 2014  | 16 de noviembre | Kevin Harvick    | Stewart-Haas         | Chevrolet | 267                  | 400.5 (644.542)      | 3:16:31 |
| 2015  | 22 de noviembre | Kyle Busch       | Joe Gibbs            | Toyota    | 267                  | 400.5 (644.542)      | 3:02:23 |
| 2016  | 20 de noviembre | Jimmie Johnson   | Hendrick Motorsports | Chevrolet | 268*                 | 402 (646.956)        | 3:07:10 |
| 2017  | 19 de noviembre | Martin Truex Jr. | Furniture Row Racing | Toyota    | 267                  | 400.5 (644.542)      | 3:02:11 |
| 2018* | 18 de noviembre | Joey Logano      | Team Penske          | Ford      | 267                  | 400.5 (644.542)      | 3:00:36 |
| 2019  | 17 de noviembre | Kyle Busch       | Joe Gibbs Racing     | Toyota    | 267                  | 400.5 (644.542)      | 2:48:47 |
| 2020  | 14 de junio*    | Denny Hamlin     | Joe Gibbs Racing     | Toyota    | 267                  | 400.5 (644.542)      | 3:08:06 |
| 2021  | 28 de febrero*  | William Byron    | Hendrick Motorsports | Chevrolet | 267                  | 400.5 (644.542)      | 3:12:45 |
| 2022  | 23 de octubre   | Kyle Larson      | Hendrick Motorsports | Chevrolet | 267                  | 400.5 (644.542)      | 3:05:24 |
| 2023  | 22 de octubre   | Christopher Bell | Joe Gibbs Racing     | Toyota    | 267                  | 400.5 (644.542)      | 3:11:54 |
| 2024  | 27 de octubre   | Tyler Reddick    | 23XI Racing          | Toyota    | 267                  | 400.5 (644.542)      | 3:05:44 |
| 2025  | 23 de marzo     | Kyle Larson      | Hendrick Motorsports | Chevrolet | 267                  | 400.5 (644.542)      | 3:02:13 |

Notas:
- 2021: la carrera se pospuso del 21 al 28 de febrero, ya que la programada para el 28 en Auto Club Speedway fue cancelada y reemplazada por la de Daytona International Speedway el 21 de febrero.